# Golofa claviger
Espèce
Golofa claviger est une espèce d'insectes coléoptères de la famille des scarabées, de la sous-famille des Dynastinae et de la tribu des Dynastini.

## Taxonomie
Le nom valide complet (avec auteur) de ce taxon est Golofa claviger (Linnaeus, 1771).
L'espèce a été initialement classée dans le genre Scarabaeus sous le protonyme Scarabaeus claviger Linnaeus, 1771.
Golofa claviger a pour synonyme :
- Scarabaeus claviger Linnaeus, 1771

### sous-espèces
Selon GBIF (4 septembre 2024) :
- Golofa claviger subsp. claviger
- Golofa claviger subsp. guildinii Hope, 1837
- Golofa claviger subsp. puncticollis Thomson, 1860

## Répartition
Ce scarabée rhinocéros est originaire du Pérou.